# Callopistria minor
Callopistria minor là một loài bướm đêm trong họ Noctuidae.